# Victorine Ndeye
 (octobre 2024).
L'article doit être relu — et modifié si nécessaire — par des contributeurs indépendants pour apporter un regard critique aux contributions effectuées en violation des conditions d'utilisation de Wikipédia, tant sur la forme (notamment concernant le style encyclopédique, la proportionnalité) que sur le fond (la neutralité de point de vue, la qualité et l'indépendance des sources).
Victorine Anquediche Ndeye, femme politique sénégalaise, experte en finance et militante pour l’entrepreneuriat social, a occupé plusieurs fonctions officielles au Sénégal, notamment celles de secrétaire d’État au Logement dans le gouvernement Sall IV et de ministre de la Microfinance et de l’Économie sociale et solidaire dans le gouvernement Ba I jusqu’au 11 avril 2024.
Membre de l'Alliance pour la République (APR), elle est devenue la première femme élue maire de la commune de Niaguis, dans la région de Ziguinchor, lors de sa première élection au suffrage universel direct.

## Biographie
Victorine Anquediche Ndeye, diplômée des universités Gaston-Berger de Saint-Louis et Cheikh-Anta-Diop de Dakar, est titulaire d'une maîtrise en économie et d'un master en finance. Elle commence sa carrière dans le secteur de la microfinance à Ziguinchor avant de rejoindre le secteur privé en tant que directrice administrative et financière au sein d'un groupe médiatique majeur au Sénégal. Elle intègre ensuite l'administration sénégalaise, occupant des postes au Bureau opérationnel de Suivi du Plan Sénégal Émergent (BOS-PSE) et à la Délégation générale à l’Entreprenariat Rapide (DER/FJ).
Elle est nommée secrétaire d’État chargée du Logement le 1er novembre 2020, avant d'être promue ministre de la Microfinance et de l’Économie sociale et solidaire le 17 septembre 2022, poste qu'elle occupe jusqu’au 31 mars 2024. En 2023, elle préside également le Comité de pilotage du GSEF .

## Formation
Après son baccalauréat obtenu au Lycée Lamine Gueye (ancien Van Vo) de Dakar, elle obtient un Diplôme d’Études Universitaires Générales (DEUG) à l’Université Gaston Berger de Saint-Louis et poursuit à l’Université Cheikh Anta Diop où elle obtient une maîtrise en économie. Elle achève son parcours académique avec un master en finance.

## Carrière politique
En 2012, elle découvre le programme du candidat Macky Sall et s’implique dans la Convergence des Cadres Républicains de l’APR, participant activement à la campagne présidentielle de 2019 pour la réélection de Sall. Nommée au gouvernement le 1er novembre 2020, elle milite au sein de sa communauté à Niaguis, où elle est élue maire en janvier 2022, devenant la seule représentante de l’APR dans le département de Ziguinchor lors de cette élection.
En 2024, elle soutient le candidat Amadou Ba et est désignée plénipotentiaire pour l’arrondissement de Niaguis. Bien que son camp subisse une défaite, elle poursuit son engagement politique et figure sur la liste de la coalition Jamm ak Njeurin pour les élections législatives anticipées du 17 novembre 2024.

## Secrétaire d’État au Logement (novembre 2020–septembre 2022)
En tant que Secrétaire d'État chargée du Logement, Victorine Ndeye développe des initiatives pour favoriser l’accès au logement abordable, en particulier pour les classes moyennes et les acteurs informels. Elle se distingue par la mise en œuvre de la phase pilote du Programme des 100 000 logements, testée à Bambilor.

## Ministre de la Microfinance et de l'Économie sociale et solidaire (septembre 2022-avril 2024)
Nommée en septembre 2022, elle soutient les initiatives d'économie solidaire, surtout au bénéfice des femmes et des jeunes. Son mandat est marqué par des actions en faveur de l'inclusion financière et par l’élaboration de stratégies pour renforcer l’économie locale. Elle représente également le Sénégal sur la scène internationale et préside le Comité de pilotage du GSEF 2023.

## Maire de Niaguis (février 2022-présent)
Première femme maire de Niaguis depuis janvier 2022, elle se consacre au développement de la commune, en soutenant des projets dans l’agriculture, la formation des jeunes, et la mise en place de coopératives. Son engagement vise à renforcer l'autonomie des femmes et à créer des opportunités pour la jeunesse locale, notamment en investissant dans le potentiel foncier de Niaguis.